# Endémisme dans les Mascareignes
Voici une liste de listes d'espèces endémiques des Mascareignes.
- Flore endémique des Mascareignes
  - Flore endémique de La Réunion
  - Flore endémique de l'île Maurice
  - Flore endémique de Rodrigues
- Faune endémique des Mascareignes
  - Faune endémique de La Réunion
  - Faune endémique de l'île Maurice
  - Faune endémique de Rodrigues